# Patrick Fernandez (Schauspieler)
Patrick Fernandez (* 1985 in Berlin) ist ein deutsch-mexikanischer Schauspieler, Moderator und Musiker.

## Leben
Patrick Fernandez wurde als Sohn von zwei Hochleistungssportlern in Berlin geboren, wo er auch seine ersten Lebensjahre verbrachte.
Seine Schauspielausbildung absolvierte er von 2003 bis 2006 in Mexiko-Stadt am Centro de formacion Actoral TV Azteca (CEFAT), eine der drei größten Schauspielschulen in Mexiko. Erste schauspielerische Erfahrungen machte Fernandez schon während des Studiums ab 2004 in der mexikanischen TV-Serie La Vida es una Cancion. Es folgten durchgehende Rollen und Episodenauftritte in den mexikanischen TV-Serien Se Busca un Hombre, Mujer Comprada, La Loba, wo er auch als Musiker mitwirkte, und Al caer la Noche.
Während einer schauspielerischen Auszeit, wo er in Cancun lebte und sich der Komposition von Liedern und Songs widmete, erhielt er von dem mexikanischen TV-Sender „TV Azteca“ ein Angebot als Creative Producer und Moderator der Magazin-Show „Hola Quintana-Roo“, bei der er für ein Jahr mitwirkte. Anschließend folgten verschiedene Projekte als Creative Director im Bereich Social-Media-Influencer-Marketing und als Schauspieler in der TV-Serie „UEPA“ Azteca (2014). Außerdem begann er auf YouTube mit seinem eigenen Video-Blog „Nada como en Mexico“ und arbeitete als Moderator bei der größten Sportshow Mexikos  „La Jugada“ Televisa.
2015 kehrte Fernandez nach Deutschland zurück, wo er sich als Unternehmer selbständig machte, und in seiner Heimatstadt Berlin im Stadtteil Berlin-Friedenau einen kleinen Sport-Club eröffnete. 2017 begann er seinen neuen Video-Blog „Nur in Deutschland“ und wirkte in dem Musikvideo zum Song Safe inside des britischen Pop-Sängers James Arthur mit.
In der auf Das Erste ausgestrahlten Fernsehreihe Hotel Heidelberg spielte er 2019 die Rolle des Kochs John Lindquist. Im zweiten Film der ZDF-„Herzkino“-Reihe der TV-Saison 2020/21, Ein Sommer in Andalusien, verkörperte Fernandez, an der Seite von Birte Hanusrichter, als „charmanter“ Spanier und politischer Aktivist Diego-Maria Navarro seine erste deutschsprachige TV-Hauptrolle. Seit November 2022 spielt er in der RTL-Serie Gute Zeiten, schlechte Zeiten die Rolle des Carlos Lopez, den Noch-Ehemann von Jessica (Nina Ensmann).
Patrick Fernandez ist verheiratet und Vater von zwei Töchtern. Er lebt in Berlin.

## Filmografie
- 2004–2007: La Vida es una Cancion (Fernsehserie)
- 2007–2008: Se Busca un Hombre (Fernsehserie)
- 2008: Cambio de vida (Fernsehserie)
- 2009–2010: Mujer comprada (Fernsehserie)
- 2010–2011: La Loba (Fernsehserie)
- 2011: Cielo Riojo (Fernsehserie)
- 2012: Al caer la Noche (Fernsehserie)
- 2014: Plaza Sésamo (Fernsehserie)
- 2017: Bruma (Kinofilm)
- 2019: Hotel Heidelberg: Wir sind die Neuen (Fernsehreihe)
- 2020: Ein Sommer in Andalusien (Fernsehreihe)
- 2021: Daheim in den Bergen – Brüder (Fernsehreihe)
- 2021: Daheim in den Bergen – Die Bienenkönigin (Fernsehreihe)
- seit 2022: Gute Zeiten, schlechte Zeiten (Fernsehserie, Serienrolle)